# HC Slavia Praha 2018/2019
HC Slavia Praha 2018/2019 popisuje působení hokejového klubu HC Slavia Praha ve druhé nejvyšší české soutěži v sezóně 2018/2019.

## Příprava
| 2. srpna 2018 18.00                                                                        | Arlan Kokšetau                                                                             | 4 : 2 (0:0, 2:1, 2:1)   | HC Slavia Praha                        | Zimní stadion Benešov |  |
| Ivan Pološkov                                                                              | Ivan Pološkov                                                                              | Brankáři                | Patrik Polívka                         |                       |  |
| Sergej Jegorov 23:41' Vadim Jermolaev 34:52' Konstantin Savenkov 58:28' Dima Šitkov 59:39' | Sergej Jegorov 23:41' Vadim Jermolaev 34:52' Konstantin Savenkov 58:28' Dima Šitkov 59:39' | 1:0 1:1 2:1 2:2 3:2 4:2 | 24:41' Aleš Furch 58:02' David Matějka |                       |  |
| 12 min                                                                                     | 12 min                                                                                     | Tresty                  | 12 min                                 |                       |  |

| 7. srpna 2018 17.00                                      | HC Slavia Praha                                          | 3 : 2 (1:0, 2:1, 0:1) | HK Irtyš-Pavlodar                                    | Zimní stadion Eden |  |
| Lukáš Sochůrek                                           | Lukáš Sochůrek                                           | Brankáři              | Ilja Rumiančev                                       |                    |  |
| Jan Veselý 17:29' Jiří Doležal 27:29' Petr Tejral 39:54' | Jan Veselý 17:29' Jiří Doležal 27:29' Petr Tejral 39:54' | 1:0 1:1 2:1 3:1 3:2   | 25:59' Sergej Tvěrdochlebov 44:19' Vitalij Žilijakov |                    |  |
| 14 min                                                   | 14 min                                                   | Tresty                | 18 min                                               |                    |  |

| 9. srpna 2018 17.30                                                            | HC Slavia Praha                                                                | 4 : 1 (1:0, 2:1, 1:0) | HC Stadion Litoměřice | Zimní stadion Eden |  |
| Dominik Šorf                                                                   | Dominik Šorf                                                                   | Brankáři              | Dvořák                |                    |  |
| Ondřej Panna 04:40' Dávid Kohút 37:02' Denis Heldák 39:01' Martin Šagát 59:23' | Ondřej Panna 04:40' Dávid Kohút 37:02' Denis Heldák 39:01' Martin Šagát 59:23' | 1:0 2:0 2:1 3:1 4:1   | 38:54' Martin Kadlec  |                    |  |
| 12 min                                                                         | 12 min                                                                         | Tresty                | 10 min                |                    |  |

| 14. srpna 2018 17.00 | HC Klatovy          | 1 : 5 (0:2, 0:2, 1:1)   | HC Slavia Praha                                                                     | Zimní stadion Klatovy |  |
|                      |                     | Brankáři                | Patrik Polívka                                                                      |                       |  |
| Martin Červenka 54'  | Martin Červenka 54' | 0:1 0:2 0:3 0:4 1:4 1:5 | 9' Aleš Furch 12' Jan Šergl 22' Ondřej Procházka 35' David Matějka 55' Tomáš Šmerha |                       |  |
| 13                   | 13                  | Střely                  | 53                                                                                  |                       |  |

| 16. srpna 2018 17.30                                   | HC Slavia Praha                                        | 2 : 1 (0:0, 1:1, 1:0) | HC Benátky nad Jizerou | Zimní stadion Eden |  |
| Dominik Šorf (0.00–29.35) Lukáš Sochůrek (29.36–60.00) | Dominik Šorf (0.00–29.35) Lukáš Sochůrek (29.36–60.00) | Brankáři              | Lukáš Hosnedl          |                    |  |
| Ondřej Panna 21:28' Aleš Furch 47:00'                  | Ondřej Panna 21:28' Aleš Furch 47:00'                  | 1:0 1:1 2:1           | 25:49' Václav Burda    |                    |  |
| 14 min                                                 | 14 min                                                 | Tresty                | 8 min                  |                    |  |

| 21. srpna 2018 18.00      | HC Stadion Litoměřice     | 1 : 2 (0:1, 1:1, 0:0) | HC Slavia Praha                           | Kalich aréna                                                            |  |
| Martin Michajlov          | Martin Michajlov          | Brankáři              | Lukáš Sochůrek                            | Rozhodčí: Michal Biedermann Pavel Folk Čároví: Richard Ptáček Jiří Kába |  |
| Markus Korkiakoski 38:10' | Markus Korkiakoski 38:10' | 0:1 0:2 1:2           | 14:58' David Šteiner 23:35' David Šteiner | Rozhodčí: Michal Biedermann Pavel Folk Čároví: Richard Ptáček Jiří Kába |  |
| 10 min                    | 10 min                    | Tresty                | 10 min                                    | Rozhodčí: Michal Biedermann Pavel Folk Čároví: Richard Ptáček Jiří Kába |  |

| 23. srpna 2018 17.30                    | HC Slavia Praha                         | 2 : 3 PP (0:0, 1:1, 1:1 – 0:1) | HC Sparta Praha                                              | Zimní stadion Eden Návštěvnost: 3148 |  |
| Patrik Polívka                          | Patrik Polívka                          | Brankáři                       | David Honzík (0.00–30:05) Jakub Neužil (30:06–63:24)         |                                      |  |
| Tomáš Šmerha 27:45' Martin Šagát 50:28' | Tomáš Šmerha 27:45' Martin Šagát 50:28' | 1:0 1:1 1:2 2:2 2:3            | 38:31' Petr Kumstát 45:20' Petr Kumstát 63:24' Andrej Kudrna |                                      |  |
| 16 min                                  | 16 min                                  | Tresty                         | 30 min                                                       |                                      |  |

| 24. srpna 2018 17.00                               | HC Kobra Praha                                     | 2 : 6 (0:1, 2:1, 0:4)           | HC Slavia Praha | Zimní stadion Kobra                    |  |
| David Novák (0.00–40:00) Pavel Bílek (40:01–60:00) | David Novák (0.00–40:00) Pavel Bílek (40:01–60:00) | Brankáři                        | Dominik Šorf | Rozhodčí: David Čáp Čároví: Horký Hnát |  |
| Jakub Schejbal 36:28' David Kellner 37:01'         | Jakub Schejbal 36:28' David Kellner 37:01'         | 0:1 0:2 1:2 2:2 2:3 2:4 2:5 2:6 | 17:49' Robin Všetečka 32:17' Tomáš Kohút 41:46' Josef Saňa 50:10' David Jaša 52:05' Matěj Hasil 55:21' Damien Hradil | Rozhodčí: David Čáp Čároví: Horký Hnát |  |
| 12 min                                             | 12 min                                             | Tresty                          | 8 min | Rozhodčí: David Čáp Čároví: Horký Hnát |  |

| 28. srpna 2018 18.00                                                    | HC Benátky nad Jizerou                                                  | 4 : 5 PP (1:0, 2:4, 1:0 – 0:1)      | HC Slavia Praha                                                                                      | Zimní stadion Benátky nad Jizerou Návštěvnost: 120                             |  |
| Matěj Žajdlík                                                           | Matěj Žajdlík                                                           | Brankáři                            | Lukáš Sochůrek                                                                                       | Rozhodčí: Daniel Müller Michal Škrobák Čároví: Daniel Horažďovský Ondřej Žídek |  |
| Jan Šír 4:34' Daniel Špaček 24:50' Radek Duda 34:57' Jiří Průžek 42:37' | Jan Šír 4:34' Daniel Špaček 24:50' Radek Duda 34:57' Jiří Průžek 42:37' | 1:0 2:0 2:1 2:2 2:3 3:3 3:4 4:4 4:5 | 27:27' Jan Veselý 29:41' Jan Novák 31:19' Jan Veselý 39:06' Petr Tejral 60:31' (t. s.) Lukáš Krejčík | Rozhodčí: Daniel Müller Michal Škrobák Čároví: Daniel Horažďovský Ondřej Žídek |  |
| 12 min                                                                  | 12 min                                                                  | Tresty                              | 20 min                                                                                               | Rozhodčí: Daniel Müller Michal Škrobák Čároví: Daniel Horažďovský Ondřej Žídek |  |

| 30. srpna 2018 17.30                | HC Slavia Praha                     | 2 : 5 (1:0, 1:2, 0:3)       | Rytíři Kladno                                                                                       | Zimní stadion Eden Návštěvnost: 1353 |  |
| Patrik Polívka                      | Patrik Polívka                      | Brankáři                    | Adam Brizgala                                                                                       |                                      |  |
| David Jaša 18:08' Jan Veselý 36:48' | David Jaša 18:08' Jan Veselý 36:48' | 1:0 1:1 2:1 2:2 2:3 2:4 2:5 | 35:01' Linus Svedlund 37:50' Petr Vampola 41:16' Štěpán Bláha 48:08' Tomáš Kaut 59:42' Petr Vampola |                                      |  |
| 8 min                               | 8 min                               | Tresty                      | 10 min                                                                                              |                                      |  |

## Chance liga
| 10. září 2018 18.00                         | HC Slavia Praha                             | 2 : 4 (1:0, 1:2, 0:2)   | HC Zubr Přerov                                                                                 | Zimní stadion Eden Návštěvnost: 892                                        |  |
| Patrik Polívka                              | Patrik Polívka                              | Brankáři                | Lukáš Klimeš                                                                                   | Rozhodčí: Daniel Jechoutek Tomáš Zubzanda Čároví: Václav Beneš Milan Štofa |  |
| Zdeněk Kubica 18:35' Martin Ondráček 37:22' | Zdeněk Kubica 18:35' Martin Ondráček 37:22' | 1:0 1:1 1:2 2:2 2:3 2:4 | 24:17' Roman Pšurný 25:52' Matouš Kratochvil 44:44' Matouš Kratochvil 55:24' Matouš Kratochvil | Rozhodčí: Daniel Jechoutek Tomáš Zubzanda Čároví: Václav Beneš Milan Štofa |  |
| 6 min                                       | 6 min                                       | Tresty                  | 8 min                                                                                          | Rozhodčí: Daniel Jechoutek Tomáš Zubzanda Čároví: Václav Beneš Milan Štofa |  |
| 29                                          | 29                                          | Střely                  | 25                                                                                             | Rozhodčí: Daniel Jechoutek Tomáš Zubzanda Čároví: Václav Beneš Milan Štofa |  |

| 12. září 2018 17.30                                                                                   | ČEZ Motor České Budějovice                                                                            | 5 : 0 (4:0, 0:0, 1:0) | HC Slavia Praha                                          | Budvar aréna Návštěvnost: 5824                                               |  |
| Jan Strmeň                                                                                            | Jan Strmeň                                                                                            | Brankáři              | Lukáš Sochůrek (0.00–06.25) Patrik Polívka (06.26–60.00) | Rozhodčí: Svatopluk Kopeček Jakub Valenta Čároví: Petr Kotlík Ondřej Doležal |  |
| Zdeněk Kutlák 00:39' Miloslav Čermák 05:26' Žiga Pavlin 06:25' Lukáš Endál 18:13' Karel Plášil 41:13' | Zdeněk Kutlák 00:39' Miloslav Čermák 05:26' Žiga Pavlin 06:25' Lukáš Endál 18:13' Karel Plášil 41:13' | 1:0 2:0 3:0 4:0 5:0   |                                                          | Rozhodčí: Svatopluk Kopeček Jakub Valenta Čároví: Petr Kotlík Ondřej Doležal |  |
| 12 min                                                                                                | 12 min                                                                                                | Tresty                | 12 min                                                   | Rozhodčí: Svatopluk Kopeček Jakub Valenta Čároví: Petr Kotlík Ondřej Doležal |  |
| 29 | 29 | Střely                | 30                                                       | Rozhodčí: Svatopluk Kopeček Jakub Valenta Čároví: Petr Kotlík Ondřej Doležal |  |

| 15. září 2018 17.00  | HC Slavia Praha      | 1 : 3 (1:1, 0:1, 0:1) | LHK Jestřábi Prostějov                                      | Zimní stadion Eden Návštěvnost: 683                                         |  |
| David Honzík         | David Honzík         | Brankáři              | Jakub Neužil                                                | Rozhodčí: Jakub Šindel Štěpán Souček Čároví: Daniel Horažďovský Milan Štofa |  |
| David Matějka 15:55' | David Matějka 15:55' | 1:0 1:1 1:2 1:3       | 19:21' Marek Račuk 27:15' Tomáš Karpov 58:23' Ondřej Mikliš | Rozhodčí: Jakub Šindel Štěpán Souček Čároví: Daniel Horažďovský Milan Štofa |  |
| 8 min                | 8 min                | Tresty                | 8 min                                                       | Rozhodčí: Jakub Šindel Štěpán Souček Čároví: Daniel Horažďovský Milan Štofa |  |
| 39                   | 39                   | Střely                | 28                                                          | Rozhodčí: Jakub Šindel Štěpán Souček Čároví: Daniel Horažďovský Milan Štofa |  |

| 19. září 2018 18.00                                                         | SK Kadaň                                                                    | 4 : 6 (3:1, 0:2, 1:3)                   | HC Slavia Praha                                                                                                  | Stadion města Kadaň Návštěvnost: 390                                     |  |
| Ondřej Kuchař                                                               | Ondřej Kuchař                                                               | Brankáři                                | David Honzík | Rozhodčí: Michal Kostourek Patrik Vokřál Čároví: Pavel Beneš Milan Štofa |  |
| Jaroslav Kůs 02:58' Lukáš Klíma 07:29' Lukáš Klíma 09:43' Ivan Řehoř 54:30' | Jaroslav Kůs 02:58' Lukáš Klíma 07:29' Lukáš Klíma 09:43' Ivan Řehoř 54:30' | 1:0 1:1 2:1 3:1 3:2 3:3 3:4 3:5 4:5 4:6 | 05:24' Jan Novák 21:09' Jan Veselý 30:12' David Matějka 43:34' Jan Veselý 45:04' Petr Tejral 57:18' Jiří Doležal | Rozhodčí: Michal Kostourek Patrik Vokřál Čároví: Pavel Beneš Milan Štofa |  |
| 14 min                                                                      | 14 min                                                                      | Tresty                                  | 12 min | Rozhodčí: Michal Kostourek Patrik Vokřál Čároví: Pavel Beneš Milan Štofa |  |
| 21                                                                          | 21                                                                          | Střely                                  | 47 | Rozhodčí: Michal Kostourek Patrik Vokřál Čároví: Pavel Beneš Milan Štofa |  |

| 22. září 2018 17.00                                                                  | HC Slavia Praha                                                                      | 4 : 3 (1:0, 2:0, 1:3)       | Rytíři Kladno                                                     | Zimní stadion Eden Návštěvnost: 1772                                  |  |
| David Honzík                                                                         | David Honzík                                                                         | Brankáři                    | Lukáš Cikánek                                                     | Rozhodčí: Petr Přikryl Martin Grech Čároví: Jan Votrubec Martin Ševic |  |
| Martin Ondráček 15:37' Aleš Furch 31:08' Lukáš Krejčík 38:32' Martin Ondráček 49:14' | Martin Ondráček 15:37' Aleš Furch 31:08' Lukáš Krejčík 38:32' Martin Ondráček 49:14' | 1:0 2:0 3:0 3:1 3:2 4:2 4:3 | 44:19' Adam Kubík 46:56' Josef Zajíc 52:15' Linus Anders Svedlund | Rozhodčí: Petr Přikryl Martin Grech Čároví: Jan Votrubec Martin Ševic |  |
| 32 min                                                                               | 32 min                                                                               | Tresty                      | 24 min                                                            | Rozhodčí: Petr Přikryl Martin Grech Čároví: Jan Votrubec Martin Ševic |  |
| 22                                                                                   | 22                                                                                   | Střely                      | 25                                                                | Rozhodčí: Petr Přikryl Martin Grech Čároví: Jan Votrubec Martin Ševic |  |

| 24. září 2018 18.00                    | AZ Residomo Havířov                    | 2 : 3 (1:0, 0:2, 1:1) | HC Slavia Praha                                             | Gascontrol Aréna Návštěvnost: 1335                                  |  |
| Ondřej Bláha                           | Ondřej Bláha                           | Brankáři              | Dominik Šorf                                                | Rozhodčí: Jiří Kašík Vojtěch Fiala Čároví: Jiří Novák Marian Poruba |  |
| Radek Pořízek 05:46' Jan Maruna 47:05' | Radek Pořízek 05:46' Jan Maruna 47:05' | 1:0 1:1 1:2 2:2 2:3   | 29:23' Lukáš Krejčík 33:13' Jan Veselý 51:42' Zdeněk Kubica | Rozhodčí: Jiří Kašík Vojtěch Fiala Čároví: Jiří Novák Marian Poruba |  |
| 14 min                                 | 14 min                                 | Tresty                | 10 min                                                      | Rozhodčí: Jiří Kašík Vojtěch Fiala Čároví: Jiří Novák Marian Poruba |  |
| 35                                     | 35                                     | Střely                | 24                                                          | Rozhodčí: Jiří Kašík Vojtěch Fiala Čároví: Jiří Novák Marian Poruba |  |

| 26. září 2018 18.00                        | HC Slavia Praha                            | 2 : 1 (0:0, 2:1, 0:0) | HC Slovan Ústí nad Labem | Zimní stadion Eden Návštěvnost: 488                                            |  |
| David Honzík                               | David Honzík                               | Brankáři              | Dominik Groh             | Rozhodčí: Daniel Jechoutek Tomáš Zubzanda Čároví: Richard Coubal Petr Maštalíř |  |
| Tomáš Šmerha 20:51' Martin Ondráček 25:04' | Tomáš Šmerha 20:51' Martin Ondráček 25:04' | 1:0 2:0 2:1           | 37:57' Roman Chlouba     | Rozhodčí: Daniel Jechoutek Tomáš Zubzanda Čároví: Richard Coubal Petr Maštalíř |  |
| 8 min                                      | 8 min                                      | Tresty                | 6 min                    | Rozhodčí: Daniel Jechoutek Tomáš Zubzanda Čároví: Richard Coubal Petr Maštalíř |  |
| 27                                         | 27                                         | Střely                | 24                       | Rozhodčí: Daniel Jechoutek Tomáš Zubzanda Čároví: Richard Coubal Petr Maštalíř |  |

| 29. září 2018 17.30 | SK Horácká Slavia Třebíč                                                                                                  | 2 : 1 SN (0:1, 1:0, 0:0 – 0:0 – 1:0)       | HC Slavia Praha                                                                                          | KHNP Arena Návštěvnost: 1342                                          |  |
| Lukáš Dostál | Lukáš Dostál | Brankáři                                   | Dominik Šorf                                                                                             | Rozhodčí: Přemysl Skopal Jan Doležal Čároví: Milan Štofa Václav Beneš |  |
| Vojtěch Střondala 22:43' Luboš Horký Petr Kratochvíl Silvester Kusko Adam Raška Lukáš Nedvídek Silvester Kusko Adam Raška | Vojtěch Střondala 22:43' Luboš Horký Petr Kratochvíl Silvester Kusko Adam Raška Lukáš Nedvídek Silvester Kusko Adam Raška | 0:1 1:1 Samostatné nájezdy 0:0 1:0 1:1 2:1 | 10:09' Jan Veselý Denis Heldák Lukáš Krejčík Jan Veselý Josef Saňa Aleš Furch Josef Saňa Martin Ondráček | Rozhodčí: Přemysl Skopal Jan Doležal Čároví: Milan Štofa Václav Beneš |  |
| 10 min | 10 min | Tresty                                     | 8 min | Rozhodčí: Přemysl Skopal Jan Doležal Čároví: Milan Štofa Václav Beneš |  |
| 21 | 21 | Střely                                     | 28 | Rozhodčí: Přemysl Skopal Jan Doležal Čároví: Milan Štofa Václav Beneš |  |

| 3. října 2018 18.00                         | HC Slavia Praha                             | 2 : 0 (0:0, 0:0, 2:0) | HC Stadion Litoměřice | Zimní stadion Eden Návštěvnost: 566                                        |  |
| David Honzík                                | David Honzík                                | Brankáři              | Tomáš Král            | Rozhodčí: Josef Barek Svatopluk Kopeček Čároví: Ondřej Doležal Roman Zídek |  |
| Martin Ondráček 50:25' Ondřej Najman 58:02' | Martin Ondráček 50:25' Ondřej Najman 58:02' | 1:0 2:0               |                       | Rozhodčí: Josef Barek Svatopluk Kopeček Čároví: Ondřej Doležal Roman Zídek |  |
| 10 min                                      | 10 min                                      | Tresty                | 20 min                | Rozhodčí: Josef Barek Svatopluk Kopeček Čároví: Ondřej Doležal Roman Zídek |  |
| 31                                          | 31                                          | Střely                | 24                    | Rozhodčí: Josef Barek Svatopluk Kopeček Čároví: Ondřej Doležal Roman Zídek |  |

| 6. října 2018 17.00                                                                                         | HC Frýdek-Místek                                                                                            | 5 : 6 (1:2, 2:1, 2:3)                       | HC Slavia Praha | Hala Polárka Návštěvnost: 1178                                      |  |
| Lukáš Daneček                                                                                               | Lukáš Daneček                                                                                               | Brankáři                                    | Dominik Šorf | Rozhodčí: Tomáš Cabák Filip Vrba Čároví: Marek Bubela Michal Zedník |  |
| Jan Hladonik 02:26' Aron Chmielewski 23:05' Aron Chmielewski 39:58' David Kofroň 40:15' Jan Hladonik 56:05' | Jan Hladonik 02:26' Aron Chmielewski 23:05' Aron Chmielewski 39:58' David Kofroň 40:15' Jan Hladonik 56:05' | 0:1 1:1 1:2 2:2 2:3 3:3 4:3 4:4 4:5 5:5 5:6 | 02:12' Jan Veselý 18:06' Aleš Furch 38:58' Jan Veselý 45:29' Denis Heldák 51:59' František Hrdinka 56:56' Jiří Doležal | Rozhodčí: Tomáš Cabák Filip Vrba Čároví: Marek Bubela Michal Zedník |  |
| 4 min | 4 min | Tresty                                      | 4 min | Rozhodčí: Tomáš Cabák Filip Vrba Čároví: Marek Bubela Michal Zedník |  |
| 29 | 29 | Střely                                      | 20 | Rozhodčí: Tomáš Cabák Filip Vrba Čároví: Marek Bubela Michal Zedník |  |

| 10. října 2018 18.00 | HC Slavia Praha | 7 : 4 (2:1, 3:1, 2:2)                       | HC RT TORAX Poruba 2011                                               | Zimní stadion Eden Návštěvnost: 772                                       |  |
| Lukáš Sochůrek | Lukáš Sochůrek | Brankáři                                    | Daniel Dolejš                                                         | Rozhodčí: Luděk Pilný Jakub Šindel Čároví: Daniel Horažďovský Jakub Oudes |  |
| Filip Vlček 06:11' David Šteiner 18:21' Martin Šagát 23:06' Jan Veselý 35:11' Jiří Doležal 39:11' Aleš Furch 42:48' Jiří Doležal 44:21' | Filip Vlček 06:11' David Šteiner 18:21' Martin Šagát 23:06' Jan Veselý 35:11' Jiří Doležal 39:11' Aleš Furch 42:48' Jiří Doležal 44:21' | 1:0 1:1 2:1 3:1 3:2 4:2 5:2 5:3 6:3 7:3 7:4 | 15:05' Petr Kanko 29:31' Jan Káňa 42:36' Petr Kanko 49:11' Petr Kanko | Rozhodčí: Luděk Pilný Jakub Šindel Čároví: Daniel Horažďovský Jakub Oudes |  |
| 12 min | 12 min | Tresty                                      | 22 min                                                                | Rozhodčí: Luděk Pilný Jakub Šindel Čároví: Daniel Horažďovský Jakub Oudes |  |
| 32 | 32 | Střely                                      | 28                                                                    | Rozhodčí: Luděk Pilný Jakub Šindel Čároví: Daniel Horažďovský Jakub Oudes |  |

| 13. října 2018 17.30                                            | VHK ROBE Vsetín                                                 | 3 : 2 PP (0:1, 2:0, 0:1 – 1:0) | HC Slavia Praha                        | Na Lapači Návštěvnost: 3410                                         |  |
| Yan Shaliapneu                                                  | Yan Shaliapneu                                                  | Brankáři                       | Lukáš Sochůrek                         | Rozhodčí: Vojtěch Fiala Jiří Kašík Čároví: Karel Lukš Marian Poruba |  |
| Antonín Pechanec 23:16' Luboš Rob 33:29' Ondřej Slováček 61:26' | Antonín Pechanec 23:16' Luboš Rob 33:29' Ondřej Slováček 61:26' | 0:1 1:1 2:1 2:2 3:2            | 09:50' Dávid Kohút 46:01' Denis Heldák | Rozhodčí: Vojtěch Fiala Jiří Kašík Čároví: Karel Lukš Marian Poruba |  |
| 8 min                                                           | 8 min                                                           | Tresty                         | 6 min                                  | Rozhodčí: Vojtěch Fiala Jiří Kašík Čároví: Karel Lukš Marian Poruba |  |
| 16                                                              | 16                                                              | Střely                         | 19                                     | Rozhodčí: Vojtěch Fiala Jiří Kašík Čároví: Karel Lukš Marian Poruba |  |

| 15. října 2018 18.00                                                           | HC Slavia Praha                                                                | 4 : 2 (0:1, 2:0, 2:1)   | HC Benátky nad Jizerou                   | Zimní stadion Eden Návštěvnost: 527                                       |  |
| Lukáš Sochůrek                                                                 | Lukáš Sochůrek                                                                 | Brankáři                | Lukáš Hosnedl                            | Rozhodčí: Martin Grech Štěpán Souček Čároví: Miroslav Šimán Martin Tvrdík |  |
| Zdeněk Kubica 31:19' Ondřej Najman 37:17' Aleš Furch 45:41' Petr Tejral 59:48' | Zdeněk Kubica 31:19' Ondřej Najman 37:17' Aleš Furch 45:41' Petr Tejral 59:48' | 0:1 1:1 2:1 3:1 3:2 4:2 | 10:09' Jiří Průžek 53:27' Tomáš Hanousek | Rozhodčí: Martin Grech Štěpán Souček Čároví: Miroslav Šimán Martin Tvrdík |  |
| 8 min                                                                          | 8 min                                                                          | Tresty                  | 40 min                                   | Rozhodčí: Martin Grech Štěpán Souček Čároví: Miroslav Šimán Martin Tvrdík |  |
| 37                                                                             | 37                                                                             | Střely                  | 22                                       | Rozhodčí: Martin Grech Štěpán Souček Čároví: Miroslav Šimán Martin Tvrdík |  |

| 17. října 2018 17.30                                           | HC Dukla Jihlava                                               | 3 : 0 (1:0, 1:0, 1:0) | HC Slavia Praha | Horácký zimní stadion Jihlava Návštěvnost: 1781                             |  |
| Jan Brož                                                       | Jan Brož                                                       | Brankáři              | David Honzík    | Rozhodčí: Přemysl Skopal Svatopluk Kopeček Čároví: Aleš Hejl Lukáš Podrazil |  |
| Tomáš Čachotský 16:07' Tomáš Havránek 32:54' Jan Mandát 57:03' | Tomáš Čachotský 16:07' Tomáš Havránek 32:54' Jan Mandát 57:03' | 1:0 2:0 3:0           |                 | Rozhodčí: Přemysl Skopal Svatopluk Kopeček Čároví: Aleš Hejl Lukáš Podrazil |  |
| 12 min                                                         | 12 min                                                         | Tresty                | 14 min          | Rozhodčí: Přemysl Skopal Svatopluk Kopeček Čároví: Aleš Hejl Lukáš Podrazil |  |
| 25                                                             | 25                                                             | Střely                | 24              | Rozhodčí: Přemysl Skopal Svatopluk Kopeček Čároví: Aleš Hejl Lukáš Podrazil |  |

| 22. října 2018 18.00                                                                                         | HC Zubr Přerov                                                                                               | 5 : 0 (2:0, 0:0, 3:0) | HC Slavia Praha | Meo Aréna Návštěvnost: 1789                                     |  |
| Milan Klouček                                                                                                | Milan Klouček                                                                                                | Brankáři              | Lukáš Sochůrek  | Rozhodčí: Petr Přikryl Filip Vrba Čároví: Karel Lukš Jiří Novák |  |
| Šimon Kratochvil 07:56' Jaroslav Moučka 12:44' Roman Pšurný 44:09' Mikuláš Zbořil 47:33' Roman Pšurný 57:30' | Šimon Kratochvil 07:56' Jaroslav Moučka 12:44' Roman Pšurný 44:09' Mikuláš Zbořil 47:33' Roman Pšurný 57:30' | 1:0 2:0 3:0 4:0 5:0   |                 | Rozhodčí: Petr Přikryl Filip Vrba Čároví: Karel Lukš Jiří Novák |  |
| 16 min | 16 min | Tresty                | 8 min           | Rozhodčí: Petr Přikryl Filip Vrba Čároví: Karel Lukš Jiří Novák |  |
| 37 | 37 | Střely                | 25              | Rozhodčí: Petr Přikryl Filip Vrba Čároví: Karel Lukš Jiří Novák |  |

| 24. října 2018 18.00                   | HC Slavia Praha                        | 2 : 3 PP (1:1, 1:1, 0:0 – 0:1) | ČEZ Motor České Budějovice                                   | Zimní stadion Eden Návštěvnost: 1518                                     |  |
| Dominik Šorf                           | Dominik Šorf                           | Brankáři                       | Petr Kváča                                                   | Rozhodčí: Daniel Jechoutek Radek Wagner Čároví: Václav Beneš Milan Štofa |  |
| Martin Šagát 16:28' Filip Vlček 23:54' | Martin Šagát 16:28' Filip Vlček 23:54' | 0:1 1:1 1:2 2:2 2:3            | 14:59' David Gilbert 22:32' Martin Heřman 61:35' Žiga Pavlin | Rozhodčí: Daniel Jechoutek Radek Wagner Čároví: Václav Beneš Milan Štofa |  |
| 10 min                                 | 10 min                                 | Tresty                         | 8 min                                                        | Rozhodčí: Daniel Jechoutek Radek Wagner Čároví: Václav Beneš Milan Štofa |  |
| 23                                     | 23                                     | Střely                         | 46                                                           | Rozhodčí: Daniel Jechoutek Radek Wagner Čároví: Václav Beneš Milan Štofa |  |

| 27. října 2018 17.00                                          | LHK Jestřábi Prostějov                                        | 3 : 6 (1:1, 2:4, 0:1)               | HC Slavia Praha                                                                                                   | Zimní stadion Prostějov Návštěvnost: 2016                               |  |
| Jakub Neužil (0.00–26.15) Daniel Huf (26.16–60.00)            | Jakub Neužil (0.00–26.15) Daniel Huf (26.16–60.00)            | Brankáři                            | Dominik Šorf | Rozhodčí: Robert Čech Jiří Ondráček Čároví: Přemysl Bartek Marek Bubela |  |
| David Dvořáček 13:39' Lukáš Žálčík 21:35' Lukáš Žálčík 39:47' | David Dvořáček 13:39' Lukáš Žálčík 21:35' Lukáš Žálčík 39:47' | 0:1 1:1 2:1 2:2 2:3 2:4 2:5 3:5 3:6 | 05:35' Martin Šagát 24:10' Jan Veselý 24:53' Aleš Furch 26:15' Jiří Doležal 36:59' Jan Veselý 56:48' Jiří Doležal | Rozhodčí: Robert Čech Jiří Ondráček Čároví: Přemysl Bartek Marek Bubela |  |
| 8 min                                                         | 8 min                                                         | Tresty                              | 8 min | Rozhodčí: Robert Čech Jiří Ondráček Čároví: Přemysl Bartek Marek Bubela |  |
| 36                                                            | 36                                                            | Střely                              | 32 | Rozhodčí: Robert Čech Jiří Ondráček Čároví: Přemysl Bartek Marek Bubela |  |

| 31. října 2018 18.00                                                                                    | HC Slavia Praha                                                                                         | 2 : 3 SN (1:1, 1:1, 0:0 – 0:0 – 0:1)           | SK Kadaň                                                                                             | Zimní stadion Eden Návštěvnost: 834                                 |  |
| Dominik Šorf                                                                                            | Dominik Šorf                                                                                            | Brankáři                                       | Dominik Pavlát                                                                                       | Rozhodčí: Martin Grech Pavel Obadal Čároví: Petr Kotlík Roman Zídek |  |
| Filip Vlček 00:46' Ondřej Panna 26:02' Filip Vlček Lukáš Krejčík Jaroslav Brož Robin Všetečka Jan Novák | Filip Vlček 00:46' Ondřej Panna 26:02' Filip Vlček Lukáš Krejčík Jaroslav Brož Robin Všetečka Jan Novák | 1:0 1:1 2:1 2:2 Samostatné nájezdy 1:0 1:1 1:2 | 12:35' Petr Maršoun 32:03' Jan Müller Ondřej Šulek Jan Müller Roman Chlouba Lukáš Klíma Jaroslav Kůs | Rozhodčí: Martin Grech Pavel Obadal Čároví: Petr Kotlík Roman Zídek |  |
| 14 min                                                                                                  | 14 min                                                                                                  | Tresty                                         | 14 min                                                                                               | Rozhodčí: Martin Grech Pavel Obadal Čároví: Petr Kotlík Roman Zídek |  |
| 38 | 38 | Střely                                         | 26                                                                                                   | Rozhodčí: Martin Grech Pavel Obadal Čároví: Petr Kotlík Roman Zídek |  |

| 3. listopadu 2018 16.00                                 | Rytíři Kladno                                           | 3 : 2 PP (0:1, 0:1, 2:0 – 1:0) | HC Slavia Praha                      | ČEZ stadion Kladno Návštěvnost: 3033                                     |  |
| Adam Brízgala                                           | Adam Brízgala                                           | Brankáři                       | David Honzík                         | Rozhodčí: Jan Doležal Svatopluk Kopeček Čároví: Petr Maštalíř Petr Bosák |  |
| Josef Zajíc 43:29' Adam Kubík 57:29' Petr Hořava 60:15' | Josef Zajíc 43:29' Adam Kubík 57:29' Petr Hořava 60:15' | 0:1 0:2 1:2 2:2 3:2            | 19:13' Jan Veselý 37:39' Jiří Drtina | Rozhodčí: Jan Doležal Svatopluk Kopeček Čároví: Petr Maštalíř Petr Bosák |  |
| 22 min                                                  | 22 min                                                  | Tresty                         | 18 min                               | Rozhodčí: Jan Doležal Svatopluk Kopeček Čároví: Petr Maštalíř Petr Bosák |  |
| 31                                                      | 31                                                      | Střely                         | 30                                   | Rozhodčí: Jan Doležal Svatopluk Kopeček Čároví: Petr Maštalíř Petr Bosák |  |

| 12. listopadu 2018 18.00              | HC Slavia Praha                       | 2 : 3 PP (0:0, 0:1, 2:1 – 0:1) | AZ Residomo Havířov                                      | Zimní stadion Eden Návštěvnost: 542                                         |  |
| Dominik Šorf                          | Dominik Šorf                          | Brankáři                       | Jan Lukáš                                                | Rozhodčí: Štěpán Souček Tomáš Zubzanda Čároví: Martin Tvrdík Ondřej Doležal |  |
| Martin Šagát 46:50' Jan Veselý 52:00' | Martin Šagát 46:50' Jan Veselý 52:00' | 0:1 0:2 1:2 2:2 2:3            | 39:27' Lukáš Bednář 41:53' Jan Maruna 60:46' Jakub Matai | Rozhodčí: Štěpán Souček Tomáš Zubzanda Čároví: Martin Tvrdík Ondřej Doležal |  |
| 8 min                                 | 8 min                                 | Tresty                         | 8 min                                                    | Rozhodčí: Štěpán Souček Tomáš Zubzanda Čároví: Martin Tvrdík Ondřej Doležal |  |
| 31                                    | 31                                    | Střely                         | 36                                                       | Rozhodčí: Štěpán Souček Tomáš Zubzanda Čároví: Martin Tvrdík Ondřej Doležal |  |

| 14. listopadu 2018 18.00                | HC Slovan Ústí nad Labem                | 2 : 4 (0:1, 0:1, 2:2)   | HC Slavia Praha                                                                     | Zimní stadion Ústí nad Labem Návštěvnost: 838                         |  |
| Aleš Stezka                             | Aleš Stezka                             | Brankáři                | Dominik Šorf                                                                        | Rozhodčí: Tomáš Luczków Jiří Kašík Čároví: Ondřej Kokrment Jiří Novák |  |
| Antonín Melka 54:06' Jiří Severa 54:37' | Antonín Melka 54:06' Jiří Severa 54:37' | 0:1 0:2 0:3 1:3 2:3 2:4 | 08:39' Martin Ondráček 39:31' Jan Veselý 43:58' Aleš Furch 59:25' František Hrdinka | Rozhodčí: Tomáš Luczków Jiří Kašík Čároví: Ondřej Kokrment Jiří Novák |  |
| 6 min                                   | 6 min                                   | Tresty                  | 8 min                                                                               | Rozhodčí: Tomáš Luczków Jiří Kašík Čároví: Ondřej Kokrment Jiří Novák |  |
| 35                                      | 35                                      | Střely                  | 40                                                                                  | Rozhodčí: Tomáš Luczków Jiří Kašík Čároví: Ondřej Kokrment Jiří Novák |  |

| 17. listopadu 2018 15.00              | HC Slavia Praha                       | 2 : 5 (0:0, 0:3, 2:2)       | SK Horácká Slavia Třebíč                                                                                 | Zimní stadion Eden Návštěvnost: 791                                   |  |
| David Honzík                          | David Honzík                          | Brankáři                    | Lukáš Dostál                                                                                             | Rozhodčí: Michal Dědek Patrik Vokřál Čároví: Aleš Hejl Lukáš Podrazil |  |
| Jan Novák 44:05' Lukáš Krejčík 48:19' | Jan Novák 44:05' Lukáš Krejčík 48:19' | 0:1 0:2 0:3 1:3 2:3 2:4 2:5 | 36:29' Michal Vodný 37:46' Michal Vodný 38:29' Vojtěch Střondala 56:22' Lukáš Nedvídek 57:41' Adam Raška | Rozhodčí: Michal Dědek Patrik Vokřál Čároví: Aleš Hejl Lukáš Podrazil |  |
| 35 min                                | 35 min                                | Tresty                      | 10 min                                                                                                   | Rozhodčí: Michal Dědek Patrik Vokřál Čároví: Aleš Hejl Lukáš Podrazil |  |
| 33                                    | 33                                    | Střely                      | 31 | Rozhodčí: Michal Dědek Patrik Vokřál Čároví: Aleš Hejl Lukáš Podrazil |  |

| 19. listopadu 2018 18.00 | HC Stadion Litoměřice | 6 : 2 (2:0, 2:2, 2:0)           | HC Slavia Praha                                        | Kalich aréna Návštěvnost: 1120                                         |  |
| Martin Michajlov | Martin Michajlov | Brankáři                        | Dominik Šorf (0.00–20.00) Lukáš Sochůrek (20.01–60.00) | Rozhodčí: Radek Wagner Martin Grech Čároví: Martin Tvrdík Jan Votrubec |  |
| Filip Jirásek 03:29' Jan Kloz 14:29' Martin Havelka 29:40' Martin Kadlec 32:46' Matyáš Kantner 42:39' Markus Korkiakoski 48:09' | Filip Jirásek 03:29' Jan Kloz 14:29' Martin Havelka 29:40' Martin Kadlec 32:46' Matyáš Kantner 42:39' Markus Korkiakoski 48:09' | 1:0 2:0 3:0 3:1 4:1 4:2 5:2 6:2 | 31:04' Aleš Furch 34:47' (t. s.) Tomáš Šmerha          | Rozhodčí: Radek Wagner Martin Grech Čároví: Martin Tvrdík Jan Votrubec |  |
| 10 min | 10 min | Tresty                          | 18 min                                                 | Rozhodčí: Radek Wagner Martin Grech Čároví: Martin Tvrdík Jan Votrubec |  |
| 18 | 18 | Střely                          | 32                                                     | Rozhodčí: Radek Wagner Martin Grech Čároví: Martin Tvrdík Jan Votrubec |  |

| 21. listopadu 2018 18.00                                                                                                   | HC Slavia Praha | 6 : 2 (2:1, 1:0, 3:1)           | HC Frýdek-Místek                          | Zimní stadion Eden Návštěvnost: 471                                   |  |
| Dominik Šorf | Dominik Šorf | Brankáři                        | Peter Hamerlík                            | Rozhodčí: Štěpán Souček Jakub Šindel Čároví: Petr Bosák Martin Tvrdík |  |
| Lukáš Krejčík 18:55' Tomáš Šmerha 19:26' Jaromír Kverka 24:02' Tomáš Šmerha 45:53' Lukáš Krejčík 56:48' Jiří Drtina 58:53' | Lukáš Krejčík 18:55' Tomáš Šmerha 19:26' Jaromír Kverka 24:02' Tomáš Šmerha 45:53' Lukáš Krejčík 56:48' Jiří Drtina 58:53' | 0:1 1:1 2:1 3:1 4:1 4:2 5:2 6:2 | 10:26' Jan Hladonik 54:18' Ondřej Machala | Rozhodčí: Štěpán Souček Jakub Šindel Čároví: Petr Bosák Martin Tvrdík |  |
| 6 min | 6 min | Tresty                          | 8 min                                     | Rozhodčí: Štěpán Souček Jakub Šindel Čároví: Petr Bosák Martin Tvrdík |  |
| 43 | 43 | Střely                          | 31                                        | Rozhodčí: Štěpán Souček Jakub Šindel Čároví: Petr Bosák Martin Tvrdík |  |

| 24. listopadu 2018 17.00                                                                               | HC RT TORAX Poruba 2011                                                                                | 5 : 1 (2:0, 1:0, 2:1)   | HC Slavia Praha       | Zimní stadion Ostrava-Poruba Návštěvnost: 328                              |  |
| Hynek Kůdela                                                                                           | Hynek Kůdela                                                                                           | Brankáři                | Dominik Šorf          | Rozhodčí: Robert Čech Jakub Koziol Čároví: Martin Konvička Milan Gančarčík |  |
| Ctirad Ovčačík 03:32' Ctirad Ovčačík 15:56' Michal Vymazal 36:14' Petr Kanko 54:43' Radim Toman 55:08' | Ctirad Ovčačík 03:32' Ctirad Ovčačík 15:56' Michal Vymazal 36:14' Petr Kanko 54:43' Radim Toman 55:08' | 1:0 2:0 3:0 4:0 5:0 5:1 | 57:09' Jaromír Kverka | Rozhodčí: Robert Čech Jakub Koziol Čároví: Martin Konvička Milan Gančarčík |  |
| 22 min                                                                                                 | 22 min                                                                                                 | Tresty                  | 12 min                | Rozhodčí: Robert Čech Jakub Koziol Čároví: Martin Konvička Milan Gančarčík |  |
| 40 | 40 | Střely                  | 25                    | Rozhodčí: Robert Čech Jakub Koziol Čároví: Martin Konvička Milan Gančarčík |  |

| 26. listopadu 2018 18.00 | HC Slavia Praha | 7 : 3 (2:1, 2:1, 3:1)                   | VHK ROBE Vsetín                                           | Zimní stadion Eden Návštěvnost: 875                                                  |  |
| David Honzík | David Honzík | Brankáři                                | Yan Shaliapneu                                            | Rozhodčí: Tomáš Zubzanda Michal Kostourek Čároví: Ondřej Kokrment Daniel Horažďovský |  |
| Lukáš Krejčík 08:28' Jiří Drtina 14:10' Jaromír Kverka 32:11' (t. s.) Jan Štibingr 34:07' Lukáš Krejčík 50:39' Jan Novák 58:40' Jan Veselý 59:37' | Lukáš Krejčík 08:28' Jiří Drtina 14:10' Jaromír Kverka 32:11' (t. s.) Jan Štibingr 34:07' Lukáš Krejčík 50:39' Jan Novák 58:40' Jan Veselý 59:37' | 1:0 1:1 2:1 3:1 3:2 4:2 5:2 5:3 6:3 7:3 | 13:36' Tomáš Pitule 33:27' Roman Rác 54:35' Adam Hořanský | Rozhodčí: Tomáš Zubzanda Michal Kostourek Čároví: Ondřej Kokrment Daniel Horažďovský |  |
| 12 min | 12 min | Tresty                                  | 26 min                                                    | Rozhodčí: Tomáš Zubzanda Michal Kostourek Čároví: Ondřej Kokrment Daniel Horažďovský |  |
| 40 | 40 | Střely                                  | 39                                                        | Rozhodčí: Tomáš Zubzanda Michal Kostourek Čároví: Ondřej Kokrment Daniel Horažďovský |  |

| 28. listopadu 2018 17.30 | HC Benátky nad Jizerou | 6 : 3 (4:1, 1:1, 1:1)               | HC Slavia Praha                                          | Zimní stadion Benátky nad Jizerou Návštěvnost: 350                    |  |
| Marek Schwarz | Marek Schwarz | Brankáři                            | David Honzík                                             | Rozhodčí: Patrik Vokřál Radek Wagner Čároví: Václav Beneš Milan Štofa |  |
| Marek Zachar 03:34' Michal Teplý 04:14' Marek Zachar 12:32' Marek Zachar 13:15' Jaroslav Vlach 26:28' Jaroslav Vlach 57:53' | Marek Zachar 03:34' Michal Teplý 04:14' Marek Zachar 12:32' Marek Zachar 13:15' Jaroslav Vlach 26:28' Jaroslav Vlach 57:53' | 1:0 2:0 2:1 3:1 4:1 5:1 5:2 5:3 6:3 | 08:16' Jan Veselý 31:11' Lukáš Krejčík 53:41' Jan Veselý | Rozhodčí: Patrik Vokřál Radek Wagner Čároví: Václav Beneš Milan Štofa |  |
| 16 min | 16 min | Tresty                              | 16 min                                                   | Rozhodčí: Patrik Vokřál Radek Wagner Čároví: Václav Beneš Milan Štofa |  |
| 25 | 25 | Střely                              | 33                                                       | Rozhodčí: Patrik Vokřál Radek Wagner Čároví: Václav Beneš Milan Štofa |  |

| 1. prosince 2018 15.00                   | HC Slavia Praha                          | 2 :4 (0:2, 1:1, 1:1)    | HC Dukla Jihlava                                                                 | Zimní stadion Eden Návštěvnost: 1113                                    |  |
| Dominik Šorf                             | Dominik Šorf                             | Brankáři                | Jan Brož                                                                         | Rozhodčí: Štěpán Souček Jakub Valenta Čároví: Jan Votrubec Martin Ševic |  |
| Jan Veselý 21:57' Martin Ondráček 44:47' | Jan Veselý 21:57' Martin Ondráček 44:47' | 0:1 0:2 1:2 1:3 2:3 2:4 | 04:56' Josef Skořepa 19:06' Dominik Hrníčko 26:42' Vojtěch Budík 51:09' Jan Pohl | Rozhodčí: Štěpán Souček Jakub Valenta Čároví: Jan Votrubec Martin Ševic |  |
| 4 min                                    | 4 min                                    | Tresty                  | 10 min                                                                           | Rozhodčí: Štěpán Souček Jakub Valenta Čároví: Jan Votrubec Martin Ševic |  |
| 36                                       | 36                                       | Střely                  | 33                                                                               | Rozhodčí: Štěpán Souček Jakub Valenta Čároví: Jan Votrubec Martin Ševic |  |

| 8. prosince 2018 14.30                  | HC Slavia Praha                         | 2 : 3 (1:2, 1:1, 0:0) | HC Zubr Přerov                                                  | Zimní stadion Eden Návštěvnost: 1226                                    |  |
| David Honzík                            | David Honzík                            | Brankáři              | Milan Klouček                                                   | Rozhodčí: Tomáš Luczków Martin Grech Čároví: Petr Kotlík Ondřej Doležal |  |
| Jaroslav Brož 08:28' Filip Vlček 39:52' | Jaroslav Brož 08:28' Filip Vlček 39:52' | 0:1 1:1 1:2 1:3 2:3   | 07:54' Marek Sikora 19:35' Šimon Kratochvil 20:42' Vojtěch Tomi | Rozhodčí: Tomáš Luczków Martin Grech Čároví: Petr Kotlík Ondřej Doležal |  |
| 12 min                                  | 12 min                                  | Tresty                | 24 min                                                          | Rozhodčí: Tomáš Luczków Martin Grech Čároví: Petr Kotlík Ondřej Doležal |  |
| 26                                      | 26                                      | Střely                | 32                                                              | Rozhodčí: Tomáš Luczków Martin Grech Čároví: Petr Kotlík Ondřej Doležal |  |

| 10. prosince 2018 17.30                                                              | ČEZ Motor České Budějovice                                                           | 4 : 1 (0:0, 1:1, 3:0) | HC Slavia Praha   | Budvar aréna Návštěvnost: 5679                                              |  |
| Jan Strmeň                                                                           | Jan Strmeň                                                                           | Brankáři              | David Honzík      | Rozhodčí: Radek Wagner Jiří Ondráček (TR) Čároví: Lukáš Podrazil Petr Bosák |  |
| Cody Bradley 37:46' Martin Novák 49:17' Václav Karabáček 54:15' René Vydarený 59:32' | Cody Bradley 37:46' Martin Novák 49:17' Václav Karabáček 54:15' René Vydarený 59:32' | 0:1 1:1 2:1 3:1 4:1   | 23:40' Aleš Furch | Rozhodčí: Radek Wagner Jiří Ondráček (TR) Čároví: Lukáš Podrazil Petr Bosák |  |
| 12 min                                                                               | 12 min                                                                               | Tresty                | 8 min             | Rozhodčí: Radek Wagner Jiří Ondráček (TR) Čároví: Lukáš Podrazil Petr Bosák |  |
| 39                                                                                   | 39                                                                                   | Střely                | 37                | Rozhodčí: Radek Wagner Jiří Ondráček (TR) Čároví: Lukáš Podrazil Petr Bosák |  |

| 12. prosince 2018 18.00                                                       | HC Slavia Praha                                                               | 4 : 3 (0:2, 3:0, 1:1)       | LHK Jestřábi Prostějov                                         | Zimní stadion Eden Návštěvnost: 481                                |  |
| David Honzík                                                                  | David Honzík                                                                  | Brankáři                    | Jakub Neužil                                                   | Rozhodčí: Jakub Šindel Filip Vrba Čároví: Václav Beneš Milan Štofa |  |
| Juraj Bezúch 28:35' Jaroslav Brož 33:49' Jan Veselý 35:19' Filip Vlček 59:40' | Juraj Bezúch 28:35' Jaroslav Brož 33:49' Jan Veselý 35:19' Filip Vlček 59:40' | 0:1 0:2 1:2 2:2 3:2 3:3 4:3 | 10:25' Tomáš Pšenička 11:17' Tomáš Nouza 50:57' David Dvořáček | Rozhodčí: Jakub Šindel Filip Vrba Čároví: Václav Beneš Milan Štofa |  |
| 8 min                                                                         | 8 min                                                                         | Tresty                      | 10 min                                                         | Rozhodčí: Jakub Šindel Filip Vrba Čároví: Václav Beneš Milan Štofa |  |
| 36                                                                            | 36                                                                            | Střely                      | 30                                                             | Rozhodčí: Jakub Šindel Filip Vrba Čároví: Václav Beneš Milan Štofa |  |

| 15. prosince 2018 17.00                                 | SK Kadaň                                                | 2 : 7 (0:2, 0:2, 2:3)               | HC Slavia Praha | Stadion města Kadaň Návštěvnost: 176                                      |  |
| Ondřej Kuchař (0.00–40.00) Dominik Pavlát (40.01–60.00) | Ondřej Kuchař (0.00–40.00) Dominik Pavlát (40.01–60.00) | Brankáři                            | Dominik Šorf | Rozhodčí: Jakub Valenta Patrik Vokřál Čároví: Václav Beneš Martin Kreuzer |  |
| Jan Svoboda 44:29' Matyáš Svoboda 46:48'                | Jan Svoboda 44:29' Matyáš Svoboda 46:48'                | 0:1 0:2 0:3 0:4 1:4 2:4 2:5 2:6 2:7 | 04:27' Jan Novák 13:17' Lukáš Krejčík 23:34' Martin Ondráček 38:58' Jaroslav Brož 53:40' Jaroslav Brož 54:42' Juraj Bezúch 59:04' Jaroslav Brož | Rozhodčí: Jakub Valenta Patrik Vokřál Čároví: Václav Beneš Martin Kreuzer |  |
| 10 min                                                  | 10 min                                                  | Tresty                              | 10 min | Rozhodčí: Jakub Valenta Patrik Vokřál Čároví: Václav Beneš Martin Kreuzer |  |
| 25                                                      | 25                                                      | Střely                              | 40 | Rozhodčí: Jakub Valenta Patrik Vokřál Čároví: Václav Beneš Martin Kreuzer |  |

| 17. prosince 2018 18.00                                                                                 | HC Slavia Praha                                                                                         | 5 : 3 (1:0, 1:0, 3:3)           | Rytíři Kladno                                           | Zimní stadion Eden Návštěvnost: 1843                                     |  |
| David Honzík                                                                                            | David Honzík                                                                                            | Brankáři                        | Adam Brízgala                                           | Rozhodčí: Tomáš Cabák Pavel Obadal Čároví: Přemysl Bartek Mikuláš Dohnal |  |
| Ondřej Najman 08:39' Lukáš Krejčík 38:16' Lukáš Krejčík 47:21' Filip Vlček 52:37' Jaromír Kverka 55:45' | Ondřej Najman 08:39' Lukáš Krejčík 38:16' Lukáš Krejčík 47:21' Filip Vlček 52:37' Jaromír Kverka 55:45' | 1:0 2:0 2:1 3:1 4:1 5:1 5:2 5:3 | 42:40' Jakub Strnad 57:35' Jiří Říha 59:44' Jakub Hajný | Rozhodčí: Tomáš Cabák Pavel Obadal Čároví: Přemysl Bartek Mikuláš Dohnal |  |
| 26 min                                                                                                  | 26 min                                                                                                  | Tresty                          | 26 min                                                  | Rozhodčí: Tomáš Cabák Pavel Obadal Čároví: Přemysl Bartek Mikuláš Dohnal |  |
| 26 | 26 | Střely                          | 38                                                      | Rozhodčí: Tomáš Cabák Pavel Obadal Čároví: Přemysl Bartek Mikuláš Dohnal |  |

| 19. prosince 2018 18.00                                                                               | AZ Residomo Havířov                                                                                   | 5 : 1 (1:0, 3:1, 1:0)   | HC Slavia Praha      | Gascontrol Aréna Návštěvnost: 1050                                           |  |
| Jan Lukáš                                                                                             | Jan Lukáš                                                                                             | Brankáři                | Dominik Šorf         | Rozhodčí: Václav Šutara Pavel Obadal Čároví: Milan Gančarčík Martin Konvička |  |
| Radek Veselý 13:38' Ondřej Procházka 30:01' Jan Maruna 31:16' Filip Seman 38:03' Radek Pořízek 41:45' | Radek Veselý 13:38' Ondřej Procházka 30:01' Jan Maruna 31:16' Filip Seman 38:03' Radek Pořízek 41:45' | 1:0 1:1 2:1 3:1 4:1 5:1 | 25:49' Jaroslav Brož | Rozhodčí: Václav Šutara Pavel Obadal Čároví: Milan Gančarčík Martin Konvička |  |
| 6 min                                                                                                 | 6 min                                                                                                 | Tresty                  | 10 min               | Rozhodčí: Václav Šutara Pavel Obadal Čároví: Milan Gančarčík Martin Konvička |  |
| 32 | 32 | Střely                  | 18                   | Rozhodčí: Václav Šutara Pavel Obadal Čároví: Milan Gančarčík Martin Konvička |  |

| 22. prosince 2018 15.00                                                                        | HC Slavia Praha                                                                                | 5 : 1 (0:0, 2:1, 3:0)   | HC Slovan Ústí nad Labem | Zimní stadion Eden Návštěvnost: 752                                |  |
| David Honzík                                                                                   | David Honzík                                                                                   | Brankáři                | Štěpán Lukeš             | Rozhodčí: Josef Barek Luděk Pilný Čároví: Jan Pechánek Milan Štofa |  |
| Denis Heldák 30:15' Denis Heldák 35:20' Filip Vlček 45:06' Jan Veselý 53:48' Tomáš Duda 56:28' | Denis Heldák 30:15' Denis Heldák 35:20' Filip Vlček 45:06' Jan Veselý 53:48' Tomáš Duda 56:28' | 0:1 1:1 2:1 3:1 4:1 5:1 | 29:32' Daniel Vrdlovec   | Rozhodčí: Josef Barek Luděk Pilný Čároví: Jan Pechánek Milan Štofa |  |
| 16 min                                                                                         | 16 min                                                                                         | Tresty                  | 16 min                   | Rozhodčí: Josef Barek Luděk Pilný Čároví: Jan Pechánek Milan Štofa |  |
| 31                                                                                             | 31                                                                                             | Střely                  | 29                       | Rozhodčí: Josef Barek Luděk Pilný Čároví: Jan Pechánek Milan Štofa |  |

| 27. prosince 2018 17.30                                                                                             | SK Horácká Slavia Třebíč                                                                                            | 3 : 2 SN (1:1, 1:0, 0:1 – 0:0 – 1:0)           | HC Slavia Praha                                                                                             | KHNP Arena Návštěvnost: 1783                                          |  |
| Dominik Svoboda | Dominik Svoboda | Brankáři                                       | David Honzík                                                                                                | Rozhodčí: Štěpán Souček Martin Grech Čároví: Tomáš Měkýš David Otáhal |  |
| Šimon Szathmáry 14:56' Lukáš Nedvídek 21:13' Petr Kratochvíl Ondřej Malec Silvester Kusko Adam Raška Lukáš Nedvídek | Šimon Szathmáry 14:56' Lukáš Nedvídek 21:13' Petr Kratochvíl Ondřej Malec Silvester Kusko Adam Raška Lukáš Nedvídek | 0:1 1:1 2:1 2:2 Samostatné nájezdy 1:0 1:1 2:1 | 10:58' Denis Heldák 54:49' Filip Vlček Tomáš Šmerha Jaroslav Brož Lukáš Krejčík Filip Vlček Martin Ondráček | Rozhodčí: Štěpán Souček Martin Grech Čároví: Tomáš Měkýš David Otáhal |  |
| 20 min | 20 min | Tresty                                         | 12 min | Rozhodčí: Štěpán Souček Martin Grech Čároví: Tomáš Měkýš David Otáhal |  |
| 33 | 33 | Střely                                         | 38 | Rozhodčí: Štěpán Souček Martin Grech Čároví: Tomáš Měkýš David Otáhal |  |

| 29. prosince 2018 15.00                                                                                      | HC Slavia Praha                                                                                              | 2 : 3 SN (1:2, 0:0, 1:0 – 0:0 – 0:1)           | HC Stadion Litoměřice                                                                             | Zimní stadion Eden Návštěvnost: 968                                    |  |
| David Honzík                                                                                                 | David Honzík                                                                                                 | Brankáři                                       | Tomáš Král                                                                                        | Rozhodčí: Jakub Šindel Jakub Valenta Čároví: Jakub Oudes David Polonyi |  |
| Denis Heldák 06:20' Filip Vlček 48:13' Jaroslav Brož Jaromír Kverka Martin Procházka Jan Veselý Denis Heldák | Denis Heldák 06:20' Filip Vlček 48:13' Jaroslav Brož Jaromír Kverka Martin Procházka Jan Veselý Denis Heldák | 1:0 1:1 1:2 2:2 Samostatné nájezdy 1:0 1:1 1:2 | 09:54' Patrik Marcel 18:48' Daniel Voženílek Otakar Šik Jan Kloz Martin Kadlec Markus Korkiakoski | Rozhodčí: Jakub Šindel Jakub Valenta Čároví: Jakub Oudes David Polonyi |  |
| 24 min | 24 min | Tresty                                         | 6 min                                                                                             | Rozhodčí: Jakub Šindel Jakub Valenta Čároví: Jakub Oudes David Polonyi |  |
| 34 | 34 | Střely                                         | 31                                                                                                | Rozhodčí: Jakub Šindel Jakub Valenta Čároví: Jakub Oudes David Polonyi |  |

| 3. ledna 2019 18.00 | HC Frýdek-Místek   | 1 : 2 (0:0, 1:1, 0:1) | HC Slavia Praha                           | Hala Polárka Návštěvnost: 1267                                                |  |
| Nick Malík          | Nick Malík         | Brankáři              | Jan Růžička                               | Rozhodčí: Daniel Jechoutek Pavel Obadal Čároví: Petr Maštalíř Milan Gančarčík |  |
| Filip Haman 31:07'  | Filip Haman 31:07' | 0:1 1:1 1:2           | 21:44' Jan Veselý 52:51' Martin Procházka | Rozhodčí: Daniel Jechoutek Pavel Obadal Čároví: Petr Maštalíř Milan Gančarčík |  |
| 37 min              | 37 min             | Tresty                | 35 min                                    | Rozhodčí: Daniel Jechoutek Pavel Obadal Čároví: Petr Maštalíř Milan Gančarčík |  |
| 37                  | 37                 | Střely                | 38                                        | Rozhodčí: Daniel Jechoutek Pavel Obadal Čároví: Petr Maštalíř Milan Gančarčík |  |

| 5. ledna 2019 15.00                                                           | HC Slavia Praha                                                               | 4 : 5 (1:2, 1:2, 2:1)               | HC RT TORAX Poruba 2011                                                                         | Zimní stadion Eden Návštěvnost: 854                                        |  |
| Jan Růžička                                                                   | Jan Růžička                                                                   | Brankáři                            | Daniel Dolejš                                                                                   | Rozhodčí: Michal Kostourek Tomáš Luczków Čároví: Petr Bosák Richard Coubal |  |
| Aleš Furch 05:25' Aleš Furch 30:18' Jan Štibingr 47:21' Jaromír Kverka 59:05' | Aleš Furch 05:25' Aleš Furch 30:18' Jan Štibingr 47:21' Jaromír Kverka 59:05' | 0:1 1:1 1:2 1:3 2:3 2:4 3:4 3:5 4:5 | 00:10' Jan Dufek 12:14' Petr Kanko 21:49' Jakub Illéš 35:23' Jan Václavek 50:34' Ctirad Ovčačík | Rozhodčí: Michal Kostourek Tomáš Luczków Čároví: Petr Bosák Richard Coubal |  |
| 20 min                                                                        | 20 min                                                                        | Tresty                              | 12 min                                                                                          | Rozhodčí: Michal Kostourek Tomáš Luczków Čároví: Petr Bosák Richard Coubal |  |
| 43                                                                            | 43                                                                            | Střely                              | 34                                                                                              | Rozhodčí: Michal Kostourek Tomáš Luczków Čároví: Petr Bosák Richard Coubal |  |

| 7. ledna 2019 17.30                                    | VHK ROBE Vsetín                                        | 3 : 2 PP (1:0, 0:1, 1:1 – 1:0) | HC Slavia Praha                             | Na Lapači Návštěvnost: 2610                                      |  |
| Yan Shaliapneu                                         | Yan Shaliapneu                                         | Brankáři                       | Jan Růžička                                 | Rozhodčí: Josef Barek Jakub Koziol Čároví: Karel Lukš Jiří Novák |  |
| Jiří Karafiát 13:11' Luboš Rob 49:57' Luboš Rob 63:12' | Jiří Karafiát 13:11' Luboš Rob 49:57' Luboš Rob 63:12' | 1:0 1:1 2:1 2:2 3:2            | 38:39' Jiří Doležal 50:41' Martin Procházka | Rozhodčí: Josef Barek Jakub Koziol Čároví: Karel Lukš Jiří Novák |  |
| 12 min                                                 | 12 min                                                 | Tresty                         | 14 min                                      | Rozhodčí: Josef Barek Jakub Koziol Čároví: Karel Lukš Jiří Novák |  |
| 34                                                     | 34                                                     | Střely                         | 27                                          | Rozhodčí: Josef Barek Jakub Koziol Čároví: Karel Lukš Jiří Novák |  |

| 9. ledna 2019 18.00 | HC Slavia Praha | 4 : 5 SN (1:1, 1:1, 2:2 – 0:0 – 0:1)                               | HC Benátky nad Jizerou | Zimní stadion Eden Návštěvnost: 527                                        |  |
| Dominik Šorf (0.00–65.00) Jan Růžička (nájezdy) | Dominik Šorf (0.00–65.00) Jan Růžička (nájezdy) | Brankáři                                                           | Lukáš Pařík | Rozhodčí: Michal Kostourek Tomáš Zubzanda Čároví: Aleš Hejl Lukáš Podrazil |  |
| Martin Ondráček 07:37' Filip Vlček 32:10' Filip Vlček 52:15' Lukáš Krejčík 58:45' Martin Ondráček Filip Vlček Martin Šagát Daniel Vrdlovec Jan Novák | Martin Ondráček 07:37' Filip Vlček 32:10' Filip Vlček 52:15' Lukáš Krejčík 58:45' Martin Ondráček Filip Vlček Martin Šagát Daniel Vrdlovec Jan Novák | 1:0 1:1 2:1 2:2 3:2 4:2 4:3 4:4 Samostatné nájezdy 0:0 1:0 1:1 1:2 | 10:32' Jan Šír 36:06' Adam Klapka 58:52' Jakub Rychlovský 59:48' Michal Teplý Adam Najman Jan Šír Daniel Špaček Petr Kolmann Michal Teplý | Rozhodčí: Michal Kostourek Tomáš Zubzanda Čároví: Aleš Hejl Lukáš Podrazil |  |
| 10 min | 10 min | Tresty                                                             | 12 min | Rozhodčí: Michal Kostourek Tomáš Zubzanda Čároví: Aleš Hejl Lukáš Podrazil |  |
| 33 | 33 | Střely                                                             | 25 | Rozhodčí: Michal Kostourek Tomáš Zubzanda Čároví: Aleš Hejl Lukáš Podrazil |  |

| 12. ledna 2019 17.30                                          | HC Dukla Jihlava                                              | 3 : 0 (1:0, 2:0, 0:0) | HC Slavia Praha | Horácký zimní stadion Jihlava Návštěvnost: 2255                             |  |
| Jan Brož                                                      | Jan Brož                                                      | Brankáři              | Jan Růžička     | Rozhodčí: Svatopluk Kopeček Patrik Vokřál Čároví: Petr Kotlík Petr Maštalíř |  |
| Adam Zeman 15:27' Nicolas Werbik 21:11' Tomáš Harkabus 28:02' | Adam Zeman 15:27' Nicolas Werbik 21:11' Tomáš Harkabus 28:02' | 1:0 2:0 3:0           |                 | Rozhodčí: Svatopluk Kopeček Patrik Vokřál Čároví: Petr Kotlík Petr Maštalíř |  |
| 6 min                                                         | 6 min                                                         | Tresty                | 6 min           | Rozhodčí: Svatopluk Kopeček Patrik Vokřál Čároví: Petr Kotlík Petr Maštalíř |  |
| 34                                                            | 34                                                            | Střely                | 31              | Rozhodčí: Svatopluk Kopeček Patrik Vokřál Čároví: Petr Kotlík Petr Maštalíř |  |

| 16. ledna 2019 18.00                                             | HC Zubr Přerov                                                   | 3 : 2 PP (0:1, 0:0, 2:1 – 1:0) | HC Slavia Praha                             | Meo Aréna Návštěvnost: 1754                                        |  |
| Lukáš Klimeš                                                     | Lukáš Klimeš                                                     | Brankáři                       | Jan Růžička                                 | Rozhodčí: Pavel Obadal Jiří Kašík Čároví: Jiří Novák Michal Zedník |  |
| Jaroslav Moučka 48:22' Marek Sikora 59:57' Mikuláš Zbořil 63:20' | Jaroslav Moučka 48:22' Marek Sikora 59:57' Mikuláš Zbořil 63:20' | 0:1 1:1 1:2 2:2 3:2            | 02:22' David Šteiner 49:40' Martin Ondráček | Rozhodčí: Pavel Obadal Jiří Kašík Čároví: Jiří Novák Michal Zedník |  |
| 8 min                                                            | 8 min                                                            | Tresty                         | 18 min                                      | Rozhodčí: Pavel Obadal Jiří Kašík Čároví: Jiří Novák Michal Zedník |  |
| 46                                                               | 46                                                               | Střely                         | 24                                          | Rozhodčí: Pavel Obadal Jiří Kašík Čároví: Jiří Novák Michal Zedník |  |

| 19. ledna 2019 15.00                                          | HC Slavia Praha                                               | 3 : 2 (1:0, 1:1, 1:1) | ČEZ Motor České Budějovice               | Zimní stadion Eden Návštěvnost: 2073                                     |  |
| Jan Růžička                                                   | Jan Růžička                                                   | Brankáři              | Petr Kváča                               | Rozhodčí: Michal Dědek Daniel Jechoutek Čároví: Václav Beneš Milan Štofa |  |
| Jan Novák 10:10' Jiří Doležal 39:38' František Hrdinka 45:58' | Jan Novák 10:10' Jiří Doležal 39:38' František Hrdinka 45:58' | 1:0 1:1 2:1 3:1 3:2   | 35:35' Žiga Pavlin 48:36' Zdeněk Doležal | Rozhodčí: Michal Dědek Daniel Jechoutek Čároví: Václav Beneš Milan Štofa |  |
| 33 min                                                        | 33 min                                                        | Tresty                | 60 min                                   | Rozhodčí: Michal Dědek Daniel Jechoutek Čároví: Václav Beneš Milan Štofa |  |
| 31                                                            | 31                                                            | Střely                | 40                                       | Rozhodčí: Michal Dědek Daniel Jechoutek Čároví: Václav Beneš Milan Štofa |  |

| 23. ledna 2019 18.00 | LHK Jestřábi Prostějov                                                                                                   | 6 : 1 (0:0, 4:1, 2:0)       | HC Slavia Praha   | Zimní stadion Prostějov Návštěvnost: 1289                            |  |
| Jakub Neužil | Jakub Neužil | Brankáři                    | Dominik Šorf      | Rozhodčí: Petr Přikryl Josef Barek Čároví: Martin Kreuzer Karel Lukš |  |
| Ondřej Matýs 26:36' Radek Prokeš 27:39' David Dvořáček 30:12' Lukáš Žálčík 32:31' Lukáš Žálčík 55:46' Tomáš Nouza 58:22' | Ondřej Matýs 26:36' Radek Prokeš 27:39' David Dvořáček 30:12' Lukáš Žálčík 32:31' Lukáš Žálčík 55:46' Tomáš Nouza 58:22' | 1:0 2:0 3:0 4:0 4:1 5:1 6:1 | 35:27' Aleš Furch | Rozhodčí: Petr Přikryl Josef Barek Čároví: Martin Kreuzer Karel Lukš |  |
| 6 min | 6 min | Tresty                      | 14 min            | Rozhodčí: Petr Přikryl Josef Barek Čároví: Martin Kreuzer Karel Lukš |  |
| 40 | 40 | Střely                      | 38                | Rozhodčí: Petr Přikryl Josef Barek Čároví: Martin Kreuzer Karel Lukš |  |

| 26. ledna 2019 15.00                                                                                       | HC Slavia Praha                                                                                            | 5 : 2 (1:0, 2:0, 2:2)       | SK Kadaň                               | Zimní stadion Eden Návštěvnost: 843                                        |  |
| Dominik Šorf                                                                                               | Dominik Šorf                                                                                               | Brankáři                    | Štěpán Lukeš                           | Rozhodčí: Michal Kostourek Tomáš Luczków Čároví: Martin Ševic Jan Votrubec |  |
| Lukáš Krejčík 01:03' Ondřej Najman 33:05' Daniel Vrdlovec 34:57' David Šteiner 56:04' Lukáš Krejčík 57:43' | Lukáš Krejčík 01:03' Ondřej Najman 33:05' Daniel Vrdlovec 34:57' David Šteiner 56:04' Lukáš Krejčík 57:43' | 1:0 2:0 3:0 3:1 3:2 4:2 5:2 | 41:18' David Homer 45:52' Daniel Novák | Rozhodčí: Michal Kostourek Tomáš Luczków Čároví: Martin Ševic Jan Votrubec |  |
| 8 min | 8 min | Tresty                      | 10 min                                 | Rozhodčí: Michal Kostourek Tomáš Luczków Čároví: Martin Ševic Jan Votrubec |  |
| 49 | 49 | Střely                      | 24                                     | Rozhodčí: Michal Kostourek Tomáš Luczków Čároví: Martin Ševic Jan Votrubec |  |

| 28. ledna 2019 18.00                                                 | Rytíři Kladno                                                        | 3 : 4 PP (1:2, 0:0, 2:1 – 0:1) | HC Slavia Praha                                                                 | ČEZ stadion Kladno Návštěvnost: 1862                                        |  |
| Adam Brízgala                                                        | Adam Brízgala                                                        | Brankáři                       | Dominik Šorf                                                                    | Rozhodčí: Jakub Valenta Jakub Šindel Čároví: Ondřej Kokrment Richard Coubal |  |
| Ladislav Zikmund 08:17' Ladislav Zikmund 46:57' Tomáš Redlich 54:57' | Ladislav Zikmund 08:17' Ladislav Zikmund 46:57' Tomáš Redlich 54:57' | 1:0 1:1 1:2 2:2 2:3 3:3 3:4    | 15:33' Filip Vlček 18:14' Filip Vlček 49:47' Aleš Furch 64:05' Martin Procházka | Rozhodčí: Jakub Valenta Jakub Šindel Čároví: Ondřej Kokrment Richard Coubal |  |
| 10 min                                                               | 10 min                                                               | Tresty                         | 6 min                                                                           | Rozhodčí: Jakub Valenta Jakub Šindel Čároví: Ondřej Kokrment Richard Coubal |  |
| 36                                                                   | 36                                                                   | Střely                         | 47                                                                              | Rozhodčí: Jakub Valenta Jakub Šindel Čároví: Ondřej Kokrment Richard Coubal |  |

| 30. ledna 2019 18.00                                                                 | HC Slavia Praha                                                                      | 4 : 5 (1:2, 1:2, 2:1)               | AZ Residomo Havířov                                                                                              | Zimní stadion Eden Návštěvnost: 675                                        |  |
| Dominik Šorf                                                                         | Dominik Šorf                                                                         | Brankáři                            | Ondřej Bláha | Rozhodčí: Svatopluk Kopeček Tomáš Zubzanda Čároví: Petr Kotlík Roman Zídek |  |
| Daniel Vrdlovec 19:48' Zdeněk Kubica 35:48' Aleš Furch 54:00' Daniel Vrdlovec 55:40' | Daniel Vrdlovec 19:48' Zdeněk Kubica 35:48' Aleš Furch 54:00' Daniel Vrdlovec 55:40' | 0:1 0:2 1:2 1:3 1:4 2:4 2:5 3:5 4:5 | 09:01' Antonín Bořuta 14:09' Antonín Bořuta 28:53' Dominik Pawliczek 30:34' Jan Bambula 45:54' Dominik Pawliczek | Rozhodčí: Svatopluk Kopeček Tomáš Zubzanda Čároví: Petr Kotlík Roman Zídek |  |
| 8 min                                                                                | 8 min                                                                                | Tresty                              | 26 min | Rozhodčí: Svatopluk Kopeček Tomáš Zubzanda Čároví: Petr Kotlík Roman Zídek |  |
| 32                                                                                   | 32                                                                                   | Střely                              | 28 | Rozhodčí: Svatopluk Kopeček Tomáš Zubzanda Čároví: Petr Kotlík Roman Zídek |  |

| 2. února 2019 16.00                                                                             | HC Slovan Ústí nad Labem                                                                        | 5 : 4 (1:2, 2:0, 2:2)               | HC Slavia Praha                                                                     | Zimní stadion Ústí nad Labem Návštěvnost: 571                            |  |
| Aleš Stezka                                                                                     | Aleš Stezka                                                                                     | Brankáři                            | Jan Růžička                                                                         | Rozhodčí: Martin Grech Štěpán Souček Čároví: Václav Beneš Ondřej Doležal |  |
| Jan Grim 06:16' Jan Grim 25:35' Martin Šťovíček 36:12' Václav Krliš 53:43' Roman Chlouba 59:10' | Jan Grim 06:16' Jan Grim 25:35' Martin Šťovíček 36:12' Václav Krliš 53:43' Roman Chlouba 59:10' | 1:0 1:1 1:2 2:2 3:2 3:3 3:4 4:4 5:4 | 11:38' Ondřej Najman 18:16' Tomáš Šmerha 40:53' Lukáš Krejčík 45:51' Robin Všetečka | Rozhodčí: Martin Grech Štěpán Souček Čároví: Václav Beneš Ondřej Doležal |  |
| 10 min                                                                                          | 10 min                                                                                          | Tresty                              | 4 min                                                                               | Rozhodčí: Martin Grech Štěpán Souček Čároví: Václav Beneš Ondřej Doležal |  |
| 24                                                                                              | 24                                                                                              | Střely                              | 42                                                                                  | Rozhodčí: Martin Grech Štěpán Souček Čároví: Václav Beneš Ondřej Doležal |  |

| 11. února 2019 18.00                                                                                                 | HC Slavia Praha | 6 : 1 (0:0, 3:1, 3:0)       | SK Horácká Slavia Třebíč | Zimní stadion Eden Návštěvnost: 520                                      |  |
| Dominik Šorf | Dominik Šorf | Brankáři                    | Pavel Jekel              | Rozhodčí: Tomáš Luczków Štěpán Souček Čároví: Michal Janíček Milan Štofa |  |
| David Šteiner 23:19' Marek Ryzák 28:24' Tomáš Šmerha 34:21' Josef Saňa 41:26' Jiří Doležal 54:15' Marek Ryzák 59:23' | David Šteiner 23:19' Marek Ryzák 28:24' Tomáš Šmerha 34:21' Josef Saňa 41:26' Jiří Doležal 54:15' Marek Ryzák 59:23' | 1:0 1:1 2:1 3:1 4:1 5:1 6:1 | 26:16' Ondřej Malec      | Rozhodčí: Tomáš Luczków Štěpán Souček Čároví: Michal Janíček Milan Štofa |  |
| 8 min | 8 min | Tresty                      | 36 min                   | Rozhodčí: Tomáš Luczków Štěpán Souček Čároví: Michal Janíček Milan Štofa |  |
| 33 | 33 | Střely                      | 34                       | Rozhodčí: Tomáš Luczków Štěpán Souček Čároví: Michal Janíček Milan Štofa |  |

| 13. února 2019 18.00                                                             | HC Stadion Litoměřice                                                            | 4 : 3 (1:1, 2:0, 1:2)       | HC Slavia Praha                                                  | Kalich aréna Návštěvnost: 1145                                                 |  |
| Tomáš Král                                                                       | Tomáš Král                                                                       | Brankáři                    | Dominik Šorf                                                     | Rozhodčí: Michal Kostourek Jiří Ondráček (TR) Čároví: Tomáš Měkýš David Otáhal |  |
| Jan Strejček 19:34' Patrik Marcel 35:30' David Merta 39:59' Patrik Marcel 58:12' | Jan Strejček 19:34' Patrik Marcel 35:30' David Merta 39:59' Patrik Marcel 58:12' | 0:1 1:1 2:1 3:1 3:2 3:3 4:3 | 15:53' Jaromír Kverka 41:17' Lukáš Krejčík 51:33' Jaromír Kverka | Rozhodčí: Michal Kostourek Jiří Ondráček (TR) Čároví: Tomáš Měkýš David Otáhal |  |
| 6 min                                                                            | 6 min                                                                            | Tresty                      | 22 min                                                           | Rozhodčí: Michal Kostourek Jiří Ondráček (TR) Čároví: Tomáš Měkýš David Otáhal |  |
| 39                                                                               | 39                                                                               | Střely                      | 20                                                               | Rozhodčí: Michal Kostourek Jiří Ondráček (TR) Čároví: Tomáš Měkýš David Otáhal |  |

| 16. února 2019 15.00 | HC Slavia Praha | 0 : 2 (0:1, 0:0, 0:1) | HC Frýdek-Místek                              | Zimní stadion Eden Návštěvnost: 482                                    |  |
| Dominik Šorf         | Dominik Šorf    | Brankáři              | Nick Malík                                    | Rozhodčí: Jakub Šindel Jakub Valenta Čároví: Petr Bosák Lukáš Podrazil |  |
|                      |                 | 0:1 0:2               | 12:47' David Klimša 58:11' Rostislav Martynek | Rozhodčí: Jakub Šindel Jakub Valenta Čároví: Petr Bosák Lukáš Podrazil |  |
| 6 min                | 6 min           | Tresty                | 12 min                                        | Rozhodčí: Jakub Šindel Jakub Valenta Čároví: Petr Bosák Lukáš Podrazil |  |
| 27                   | 27              | Střely                | 29                                            | Rozhodčí: Jakub Šindel Jakub Valenta Čároví: Petr Bosák Lukáš Podrazil |  |

| 18. února 2019 17.30                                         | HC RT TORAX Poruba 2011                                      | 3 : 2 (2:2, 0:0, 1:0) | HC Slavia Praha                         | Zimní stadion Ostrava-Poruba Návštěvnost: 350                                     |  |
| Hynek Kůdela                                                 | Hynek Kůdela                                                 | Brankáři              | Dominik Šorf                            | Rozhodčí: Přemysl Skopal Jiří Ondráček (TR) Čároví: Milan Gančarčík Marian Poruba |  |
| Petr Kanko 05:55' Tomáš Jáchym 16:32' Alexei Alekseev 45:43' | Petr Kanko 05:55' Tomáš Jáchym 16:32' Alexei Alekseev 45:43' | 1:0 1:1 1:2 2:2 3:2   | 09:56' Tomáš Šmerha 14:00' Tomáš Šmerha | Rozhodčí: Přemysl Skopal Jiří Ondráček (TR) Čároví: Milan Gančarčík Marian Poruba |  |
| 20 min                                                       | 20 min                                                       | Tresty                | 8 min                                   | Rozhodčí: Přemysl Skopal Jiří Ondráček (TR) Čároví: Milan Gančarčík Marian Poruba |  |
| 27                                                           | 27                                                           | Střely                | 24                                      | Rozhodčí: Přemysl Skopal Jiří Ondráček (TR) Čároví: Milan Gančarčík Marian Poruba |  |

| 20. února 2019 18.00                                         | HC Slavia Praha                                              | 3 : 5 (1:1, 1:2, 1:2)           | VHK ROBE Vsetín                                                                                     | Zimní stadion Eden Návštěvnost: 1019                               |  |
| Dominik Šorf                                                 | Dominik Šorf                                                 | Brankáři                        | Yan Shaliapneu                                                                                      | Rozhodčí: Jiří Kašík Luděk Pilný Čároví: Martin Ševic Jan Votrubec |  |
| Marek Ryzák 10:11' Jiří Doležal 31:09' Jindřich Barák 58:51' | Marek Ryzák 10:11' Jiří Doležal 31:09' Jindřich Barák 58:51' | 1:0 1:1 1:2 2:2 2:3 2:4 2:5 3:5 | 15:48' Luboš Rob 23:25' Roman Rác 35:50' Ondřej Slováček 49:40' David Vítek 54:05' Antonín Pechanec | Rozhodčí: Jiří Kašík Luděk Pilný Čároví: Martin Ševic Jan Votrubec |  |
| 4 min                                                        | 4 min                                                        | Tresty                          | 10 min                                                                                              | Rozhodčí: Jiří Kašík Luděk Pilný Čároví: Martin Ševic Jan Votrubec |  |
| 36                                                           | 36                                                           | Střely                          | 32                                                                                                  | Rozhodčí: Jiří Kašík Luděk Pilný Čároví: Martin Ševic Jan Votrubec |  |

| 23. února 2019 17.00                                       | HC Benátky nad Jizerou                                     | 3 : 5 (1:1, 1:1, 1:3)           | HC Slavia Praha                                                                                   | Zimní stadion Benátky nad Jizerou Návštěvnost: 515                             |  |
| Matěj Žajdlík                                              | Matěj Žajdlík                                              | Brankáři                        | Roman Málek                                                                                       | Rozhodčí: Josef Barek Daniel Jechoutek Čároví: Daniel Horažďovský Tomáš Kučera |  |
| Petr Wiencek 03:23' Adam Klapka 26:57' Petr Wiencek 46:20' | Petr Wiencek 03:23' Adam Klapka 26:57' Petr Wiencek 46:20' | 1:0 1:1 2:1 2:2 2:3 2:4 3:4 3:5 | 18:13' Josef Saňa 36:33' Filip Vlček 43:38' Martin Ondráček 44:11' Tomáš Duda 47:23' Tomáš Šmerha | Rozhodčí: Josef Barek Daniel Jechoutek Čároví: Daniel Horažďovský Tomáš Kučera |  |
| 6 min                                                      | 6 min                                                      | Tresty                          | 10 min                                                                                            | Rozhodčí: Josef Barek Daniel Jechoutek Čároví: Daniel Horažďovský Tomáš Kučera |  |
| 29                                                         | 29                                                         | Střely                          | 32                                                                                                | Rozhodčí: Josef Barek Daniel Jechoutek Čároví: Daniel Horažďovský Tomáš Kučera |  |

| 26. února 2019 18.00                                                                                         | HC Slavia Praha                                                                                              | 3 : 4 SN (0:3, 3:0, 0:0 – 0:0 – 0:1)                       | HC Dukla Jihlava                                                                                                 | Zimní stadion Eden Návštěvnost: 767                                           |  |
| Dominik Šorf                                                                                                 | Dominik Šorf                                                                                                 | Brankáři                                                   | Jan Brož | Rozhodčí: Michal Kostourek Tomáš Zubzanda Čároví: Richard Coubal Michal Rubáš |  |
| Filip Vlček 20:39' Tomáš Šmerha 25:03' Filip Vlček 29:21' Tomáš Šmerha Filip Vlček Jan Novák Daniel Vrdlovec | Filip Vlček 20:39' Tomáš Šmerha 25:03' Filip Vlček 29:21' Tomáš Šmerha Filip Vlček Jan Novák Daniel Vrdlovec | 0:1 0:2 0:3 1:3 2:3 3:3 Samostatné nájezdy 0:1 0:2 1:2 1:3 | 03:01' Lukáš Anděl 06:24' Matěj Pekr 07:45' Tomáš Jiránek Tomáš Čachotský Juraj Bezúch Matěj Pekr Tomáš Harkabus | Rozhodčí: Michal Kostourek Tomáš Zubzanda Čároví: Richard Coubal Michal Rubáš |  |
| 6 min | 6 min | Tresty                                                     | 10 min | Rozhodčí: Michal Kostourek Tomáš Zubzanda Čároví: Richard Coubal Michal Rubáš |  |
| 24 | 24 | Střely                                                     | 28 | Rozhodčí: Michal Kostourek Tomáš Zubzanda Čároví: Richard Coubal Michal Rubáš |  |